# フエニックス・コンタクト
フエニックス･コンタクト株式会社はドイツに本社を置くフエニックス・コンタクト株式会社の日本法人。

## 概要
- 社名 ： フエニックス・コンタクト株式会社 / PHOENIX CONTACT K.K.
- 所在地 ： 神奈川県横浜市港北区新横浜1-7-9　友泉新横浜一丁目ビル6階
- 設立 ： 1987年12月
- 代表者 ： 代表取締役：吉野 博通
- 1987年12月に世界で10番目の支社として横浜に設立。世界の現地法人は現在、主要産業国55カ国以上で事業を展開している。日本市場では、産業用コネクタ・プリント基板用端子台・産業用スイッチングハブ・Push-in(プッシュイン)端子台・スイッチング電源・雷サージ保護機器・産業用無線通信機器などの各種産業用制御機器を製造。

## 沿革
- 1987年 12月 - 独フエニックス・コンタクト社の100％資本により横浜市ドイツ産業センター内に設立。
- 1988年 2月- 同所にて開業
- 1995年 2月- 愛知県名古屋市名東区に名古屋営業所開設
  - 　　5月- 資本金を1千万円より4千万円に増資
- 1997年 9月- 大阪府大阪市淀川区に大阪営業所開設
- 1999年 6月- 資本金を3億9千万円に増資
- 2002年 4月- 名古屋市北区へ名古屋営業所移転
- 2003年 3月- 本社・横浜営業所を新横浜へ移転
- 2003年 8月- 福岡県福岡市に福岡営業所開設
  - 　　 9月- 埼玉県さいたま市にさいたま営業所開設
- 2008年 9月- 広島県広島市に広島営業所開設
- 2011年 1月- 東京都千代田区岩本町に東京支店開設
- 2013年 4月- 京都府京都市下京区中堂寺粟田町に京都支店開設
- 2018年 5月- 静岡県静岡市に静岡支店開設（旧静岡営業所）
- 2018年 6月- 石川県金沢市に10拠点目となる北陸支店開設
- 2021年 10月-宮城仙台市に仙台支店開設
- 2023年 7月- 東京都品川区に東京支店と横浜支店を移転統合

## 主な商品
- DINレール用端子台、工具、アクセサリー
- プリント基板用端子台、コネクタ、ハウジング
- 工業用防塵防水コネクタ（M8、M12、M23など）
- サージ保護機器
- スイッチング電源、UPS、リレー、信号変換機、セーフティリレー、省配線機器
- 産業用イーサネットスイッチ、各種フィールドバス機器

## 国内（支店）営業所
東京支店、名古屋支店、大阪支店、福岡支店、さいたま支店、広島支店、京都支店、静岡営業所、北陸支店、仙台支店（開設順）

## 海外拠点
- 編集中

## その他
- フエニックス・コンタクト社の制御機器は、IEC/EN規格に適合し、欧州製品規格の機械指令、低電圧指令、EMC指令対応など、多くの国際規格を取得
- RoHS指令など欧州の環境影響物質に対する指令に準拠した製品を展開